# Побірка
Побі́рка — село в Україні, у Гайсинському районі, Вінницької області. Входить до складу Соболівської об'єднаної громади.
Населення становить 677 осіб станом на 2001 рік, 325 осіб станом на 2020 рік. Орган місцевого самоврядування — Побірська сільська рада. На початок 2009 року територія Побірської сільської  ради нараховувала  2707,1 га. Площа  с.Побірка становить  383,8 га.

## Географія
Село Побірка розташоване на плоскогір'ї. Через неї протікають два струмки, які серед села зливаються в одну річку Самець, інакше Суха-Тьма чи просто річка Тьма, ліва притока річки Південний Буг.
На території села є 4 ставка: Калантирівський, Штуньківський, Байдівський, Ковбасівський.
За 4 км знаходиться с. Соболівка і станція Дукля (щоденно їздить поїзд Вінниця-Гайворон).

## Історія
Побірка — старовинне українське село на Вінниччині. Земля багата культурною та історичною спадщиною. Населення було свідком всіх доленосних подій українських земель правобережжя та брало активну участь в них.

### З давніх-давен
Дата заснування поселення 1250 рік. За легендою, село було засноване двома братами-ковалями, що прийшли і оселилися на перетині доріг. Коли молодший брат виріс, їм стало не вистачати роботи на двох. Тоді вони домовилися боротися, і той брат, що поборе другого, залишиться, а переможений піде. Тому село і назвали Поборка (зараз Побірка)[джерело?].

### Формування Брацлавщини

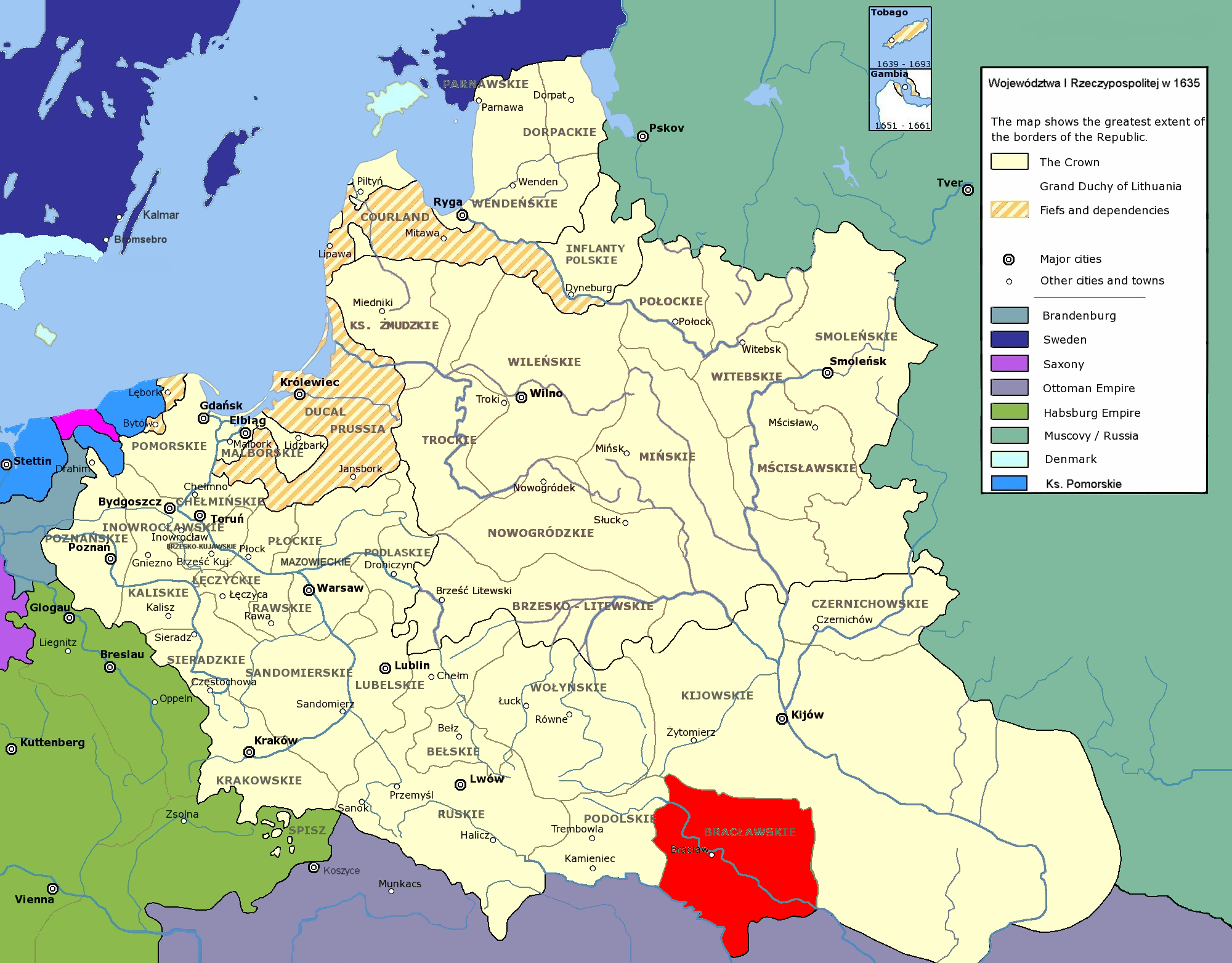
Брацлавське воєводство. 1635 рік

У 1362 році землі Брацлавщини, після звільнення від монголо-татарського іга, були зайняті великим князем литовським Ольгердом. В 1460-х роках на цьому терені створюється Брацлавщина, яка після укладення Люблінської унії 1569 року відійшла до Речі Посполитої.
Брацлавське воєводство офіційно відійшло до Корони Польської в Речі Посполитій в 1569 році після Люблінської унії.
Шляхта, що ринулася сюди, захоплювала найкращі землі. У 1598 році до Вінниці були переведені всі урядові заклади, вона стала адміністративним центром Брацлавського воєводства, тому що Брацлав ще частіше став піддаватися нападам татар, та й не зовсім спокійна Запорізька Січ знаходилася близько.

### Перші письмові згадки про Побірка
В документах 1629 року поселення зветься "Poborka". На мапах Брацлавського воєводства 1648 року Боплана, Гійома Ле Вассера село вже існувало і було доволі великим та як записане містечком.

### Побірка у 17-19 ст.
31 травня 1652 року в селі Побірка зосередились татарські загони, напередодні битви з військом Б.Хмельницького під Батогом
Побірка вважається окремою парафією з самостійною церквою ще з середини XVIII ст.
Село входило до складу маєтків графів Потоцьких. Останній власник Костянтин Констянтинович Потоцький.
Селянин Малицкій Оверко Федорович, що народився в селі у 1820 році написав статтю у якій описав життя в Побірці в період з 1820 по 1849 роки. Опублікована інформація у виданні "Киевская старина".
У період Російської імперії населення складалось тільки з православних селян-українців, хліборобів. Населення[коли?] становило 1089 чоловік і 1079 жінок; частина їх (понад 50 дворів) належала до колишніх однодворців, які згодом приписалися до села.
Промисловість села Побірка на початку XIX століття була така: була одна ґуральня, три водяних млини і один вітряк. Ґуральня була розташована біля колишнього Швидківського ставка, тут же був і один млин. Два інших млини були на річці в південній частині села.
На кінець XIX століття село виросло ще більше. В ньому вже налічувалось 1089 осіб чоловічої статі та 1079 осіб жіночої статі. Основними жителями були українці, що займались сільським господарством. Серед них було 50 сімей, що не мали ніяких засобів виробництва і працювали в пана наймитами.
Маєтком у селі Побірка управляли приказчики : Зміївський, Соломовський, Вільчанський, Яновський. Останнім був Яворський, який стягнув контрибуцію в 250 крб. з кожного двору.

## Власники Побірки
Офіційні власники з історичних документів:
- Северин Потоцький — 1795 роки
- Станіслав Щенсний Потоцький — 1795—1811 роки
- Станіслав Станіславович Потоцький[ru] — 1811—1836 роки
- Олександра Станіславівна Потоцька[ru] та Август Потоцький[ru] — 1836—1892 рік
- Войтих Домбровський — 1893-1919 рік

### Перша світова/Громадянська війна 1914 -1920
На 1916 рік в Побірці проживало 2498 людей. Чоловіків – 1253, жінок – 1245.
Перша світова війна застала жителів села на збиранні урожаю. На другий день були мобілізовані чоловіки, які складали основну силу в збиранні врожаю, старші чоловіки були мобілізовані в «погонці» (обоз). На громадян села ліг великий тягар імперіалістичної війни, в усіх куточках росли невдоволення, зароджувались революційні настрої.

### Встановлення радянської влади
Життя селян напередодні 1917 року було важке. В селі було близько 70% малоземельних та безземельних селян. Багато селян шукали заробітків у інших селах, зокрема в Соболівському цукрозаводі. Плата за працю була низька. Особливо знецінений був труд підлітків та жінок. На початку 1917 року були чутки, що скоро війні вже буде кінець, населення жило надіями на краще життя. Самодержавство було повалено, але ця чутка прийшла в село із запізненням. Селяни захопили землі, якими володів поміщик Яворський. Після 1917 року настав важкий нестабільний період. Через село проходили банди Денікіна і Троцького, забирали у людей коней, вози, продовольство. Тільки завдяки тому, що село знаходилось далеко від головних шляхів, бандитами було завдано мало збитків.
Війна закінчилась, селяни отримали наділи землі. Селяни-бідняки не мали тягла і реманенту, часто не вистачало насіння. Знаходились в селі такі «ділки», які на цьому наживались: брали ділянки землі і засівали «на сніп», тобто за половину урожаю. Біднякам було важко, тому селяни об’єднувались в комітети незаможних селян (КНС). Комітет захищав незаможних і відстоював їхні інтереси, показуючи правильний шлях виходу із злиднів. Першим головою КНС був Лещенко Калістрат Федорович. До послуг незаможних селян була каса взаємодопомоги.
Потім жителі села почали об’єднуватися в товариства по спільному обробітку землі (ТСОЗ). В селі були утворені виробничі товариства. Інакше їх ще називали «буряковими товариствами». Ці товариства надавали допомогу тяглом, машинами та іншим. Сільський банк надавав позики на придбання тягла, сільськогосподарських машин. Таким чином бідні селяни звільнилися від залежності від багатих хазяїнів. Молодь в цей час стає в авангарді селянських мас.  Дуже добре була поставлена робота драматичного і співочого гуртків. Драматичний гурток виїжджав в села Глибочок та Петрашівку.  Молодь займались самоосвітою, очолювала групи по ліквідації неписемності.
На весні 1928 року селяни почали об’єднуватись в колгосп. Ініціаторами колгоспного господарювання були: Сокольвяк Юхим, Ковбаса Тимофій, Москаленко Костянтин, Плахотнюк Паліян, Москаленко Василь та інші. Влітку 1928 року була утворена сільськогосподарська артіль «Комунар». На цей час в селі було близько 550 дворів, проживало 2800 жителів. У 1931 році в південно-східній частині села був організований ще один колгосп, який носив ім’я Т.Г.Шевченка. Пізніше цей колгосп назвали ім. Ворошилова. В цьому ж році була реорганізована Побірська початкова школа в неповно-середню, і в 1935 році учні одержали свідоцтва за 7 класів. Перші випускники поступили навчатися в технікуми та в середню школу с. Соболівка.

### Голодомор 1932–1933 років
У 1932-33 роках в чорною смертю над селом пронісся голод, організований московсько-комуністичною владою.

### Репресії 1935-1941 років
Національний банк репресованих України (http://www.reabit.org.ua) на даний час містить дані про 27 осіб, що народились або мешкали у Побірці і які потерпіли від репресій.

### Колгоспи
Колгосп "Комунар" створений 1928 році. У своєму користуванні мав 2460 га землі, в т. ч. орної 1849 га. Вирощували пшеницю, цукрові буряки. У 1987 році с/г артіль «Комунар» перейменовано в колгосп "Перше травня".
Колгосп, а згодом сільське господарство знову швидко відродилось, колгоспи міцніли за рахунок жорстокої експлуатації тих селян, які чудом  вижили. Напередодні ІІ світової війни в колгоспах заробляли по 4 кг, а то навіть і по 8 кг хліба на трудодень. Урожаї були високі, техніка обробітку покращилась.
Село обслуговували дві тракторні бригади, було 6 тракторів ХТЗ. Колгосп придбав першу автомашину. Була побудована електростанція, яка давала струм для центра села. Велику увагу було приділено ставковому господарству та бджільництву. В селі було тоді чотири ставки загальною площею 10 га водяного дзеркала. Дві пасіки колгоспу давали великі прибутки. Тоді було закладено сад площею 30 га. Особливо раціонально використовували в колгоспі мінеральні та органічні добрива. Почало розвиватися тваринництво, особливо вівчарство. В справу розвитку вівчарства зробив значний вклад Киценко Петро Трохимович.
Почалася розвиватися культура на селі. Для клубу було закуплено комплект інструментів для духового оркестру та радіоприймач. Двічі на тиждень приїжджала звукова кінопересувка. Драмгуртківці кожного місяця ставили п’єсу. Особливо активним культпрацівником був Рябець Зоть Дем’янович. В 1939 році було побудовано другий колбуд (клуб), де демонструвались кінофільми і виступали агіткультбригади. Колгоспне будівництво набрало великого розмаху, були побудовано всі необхідні основні та допоміжні приміщення, склади, гаражі.

### Друга світова війна
Ще вранці 22 червня 1941 року людей, які люблять рано вставати, здивували звуки авіаційних моторів далеко за хмарами. То пролітали німецькі літаки. О 12 годині жителі вже знали про те, що фашистська Німеччина напала на СРСР. Того ж дня пройшла мобілізація в Червону армію. На другий день правління колгоспу та комуністи Жук О.К., Курка А.С. організували мітинг, де було вирішено працювати ще краще і охороняти нашу Батьківщину. Йшла війна та колгоспники трудились, як раніше. Лінія фронту рухалась на схід. Все частіше появлялись літаки, виграючи пропелерами якісь страшні мелодії. Правління колгоспу одержало розпорядження приготувати все до евакуації. Бухгалтер колгоспу Франюк Кирило Захарович готував до знищення всі колгоспні документи та архіви.
Колгоспники Каптола Іван Григорович та Киценко Зоть Гнатович підготовляли техніку для знищення, щоб вона не дісталась ворогові. Фронт наближався. Чути було глухі вибухи снарядів. Все було підготовлено до евакуації. За тиждень до приходу фронту основні матеріальні цінності та худобу було евакуйовано. Німецькі літаки бомбили колгоспну пасіку, прийнявши вулики за палатки солдат. В селі великих боїв не було, так як село знаходиться далеко від основного шляху. Через село пройшло кілька німецьких військ, приблизно один полк в напрямку на Петрашівку. На другий день близько десяти червоноармійців пройшли через село, щоб потім з’єднатися з іншими частинами Червоної Армії.
Два тижні в селі не було ніякої влади, потім з Соболівки прибув німецький комендант і встановив в селі жорсткий режим. Фашисти почали забирати худобу і хліб, людей били гумовими палицями. Хліб вивозили машинами, нічого не залишаючи селянам. Настали тяжкі дні окупації. Не було солі, мила, сірників, та люди пристосувались до тяжкого життя – самі ткали полотно, плели лапті, робили саморобні жорна. Школа і клуб були закриті. Жителі протестували, та німці жорстоко розправлялися з бунтівниками. Хоч партизанів в селі не було, проте їхні славні подвиги зароджували в селян віру в перемогу над ворогом.

### Відбудовчий період
12 березня 1944 року перші радянські розвідники пробрались в східну частину села. Яка це була радість. Німців в селі не було. Через село пройшли близько 10 фашистських солдатів без гвинтівок. Та ось об 11 годині рушили наші війська, танки. Люди виходили із сховищ, вітаючись, торжествуючи. День видався погожим. Над селом знову засяяло сонце свободи. Та залишились після німців глибокі рани. Господарство було зруйновано, худоби й коней не було, насіння для сівби також. Прийшлось все робити заново. Весняну сівбу проводили частково коровами, тільки трохи із запізненням. Наступили жнива, техніки було мало, але відремонтовано дві молотарки і вони були готові до жнив.
Важким було завдання по відновленню тваринницьких ферм та все ж було створено молочно-товарну ферму, кількість корів досягла 50 голів, свиноферму – 60 свиней, вівцеферму – 50 овець, було також 70 коней та 20 волів. Перший урожай 1944 року колгоспники зібрали вчасно. Війна ще тривала. Колгоспники свій перший урожай везли на Губницький хлібоприймальний пункт, щоб він якнайшвидше був відправлений для бійців Червоної Армії та робітників, які відбудовують зруйновану окупантами промисловість.
9 травня 1945 року настав довгожданий день – День, коли вся країна святкувала Перемогу. Війна закінчилась. 277 жителів села Побірка захищали нашу вітчизну, 128 чоловік загинули на фронтах, як герої, 24 – повернулися додому інвалідами. Колгоспники ще з більшою силою, ентузіазмом взялися до відбудови рідного села, до підняття економіки колгоспу.

### Село в 50-і – 60-і
Післявоєнні роки для села Побірка були роками росту народного господарства. Швидка відбудова і високі темпи дальшого розвитку народного господарства України, піднесення матеріального добробуту і культурного рівня радянського народу позитивно впливали і на населення Побірки. Переважна більшість жителів об’єднуються в сільськогосподарську артіль «Комунар». Колгосп «Комунар» налічував 528 дворів і мав 558 працездатних колгоспників, господарство було економічно сильне, мало 1857 га землі. Господарські приміщення та тваринницькі ферми побудовано заново. Розташовані вони на північно-східній окраїні біля дороги Соболівка – Глибочок. Колгосп обслуговувала тракторна бригада, що налічувала 21 трактор. В цей той час було 10 комбайнів, у тому числі 2 кукурудзяних і 3 бурякові. Також була в наявності пилорама і установка для розмелювання зерна на дерть. Для транспортних послуг було 6 вантажних автомашин. Особливо бурхливо розвивається тваринництво, налагоджено електродоїння. Великого розмаху набрало виробництва кормів. Розширено посіви кукурудзи та гороху. В колгоспі нараховується більше 700 свиней. 1962 року закінчено будівництво свинарника для молодняка. Колгосп в цей час мав також вівцеферму, у якій налічується 400 овець. На птахофермі – 833 курей, 135 качок, 211 гусей.
Ставкове господарство колгоспу в післявоєнний період набуло гарного розвитку, але зливні та талі води весною 1963 року завдали ставкам великого збитку. В колгоспі було дві пасіки, які налічували 160 вуликів.
За 1961 – 1963 роки посаджено 19 га саду. Всього в господарстві налічувалось садових насаджень 29 га.

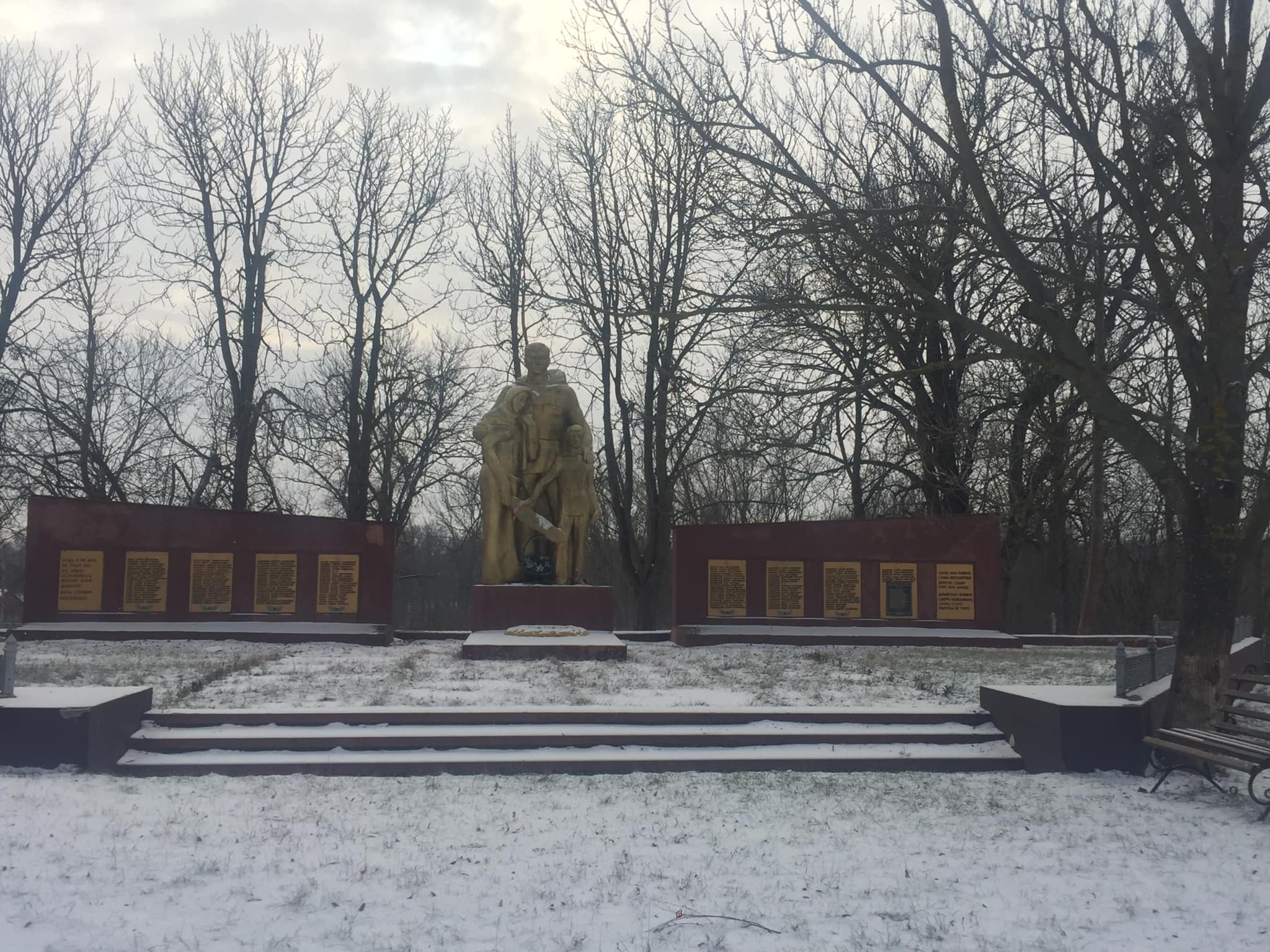

### Село в 60-і – 90-і
У 1972 році було встановлено пам"ятник 138 воїнам-односельчанам, загиблим на фронтах Великої Вітчизняної війни.

### Розвиток в Незалежній Україні
Перші роки з отриманням незалежності 1991 р. були складними. Зачинялись колгоспи.
12 червня 2020 року, відповідно розпорядження Кабінету Міністрів України № 707-р «Про визначення адміністративних центрів та затвердження територій територіальних громад Вінницької області», село увійшло до складу Тростянецької селищної громади.
17 липня 2020 року, в результаті адміністративно-територіальної реформи і ліквідації Тростянецького району, село увійшло до складу Гайсинського району.

## Інфраструктурні об'єкти села Побірка
- Будинок культури
- Школа
- Садочок
- Фельдшерсько-акушерський пункт
- Старостат
- Церква
- Відділення Укрпошти

## Пам'ятки
Свято-Покровський храм (село Побірка). Побірська дерев'яна триверха під залізним дахом церква побудована в 1763 році і присвячена на честь Покрова Пресвятоі Богородиці; окремо від неї дерев'яна ж дзвіниця. Іконостас у храмі п'ятиярусний, оновлений позолотою і живописом в 1871 р. У 1843 р. церква розширена північною і південною прибудовами, паламарнею і ризницею на кошти поміщиці графині Олександри Потоцької.
Наприкінці 19 століття церковної землі було 63 десятини.
1906-1910 роках храм був збудований новий. Ця споруда за невеликих змін досі знаходиться в центрі села. В 2019 році настоятель храму - Семен Шеремета.

## Освіта
У 1825 році була вперше організована школа грамоти. Першим учителем був солдат, який прослужив рядовим 25 років, родом він був з села Губника Гайсинського району.
У 1875 році школа грамоти була перетворена в церковно-приходську школу.
У 1902 році була побудована початкова міністерська школа. Першим учителем в ній був учитель Комар. Школа мала два відділення: для хлопчиків і для дівчаток. Хлопців навчалось 150, а дівчат – 40. Першою учителькою у відділенні для дівчат була учителька Черняховська.
Семирічна школа функціонувала з 1948 - 1956 роках.
Побірська восьмирічна школа 1956 -1990 роках
Кожного року Побірська восьмирічна школа випускала близько 25 юнаків та дівчат.
Побірська загальноосвітня школа 1-2 ступенів працювала до 2014 року
Побірська філія 1 ступеню - відновила роботу в 2017 році.

## Відомі люди

### Народилися
- Спіженко Юрій Прокопович(6 червня 1950 — 6 грудня 2010) — доктор медичних наук, академік АМНУ (хірургія, березень 1993); президент Фармацевтичної асоціації України (з квітня 1998); голова Житомирської обласної організації УНП.Міністр охорони здоров'я УРСР і перший міністр охорони здоров'я України (1989—1994);

## Письменники
- Ієромонах Феофіл (Малицкій Оверко Федорович) 1887 рік, журнал «Києвская старина», «Изъ воспоминаній отшельника к—ской пустыни.»
- Петро Войт «Джерела України», «По стерні босоніж»
- Петро Кондратюк 2014 рік, книга «На зламі епох»; 2018 рік, книга «Моє кучеряве Поділля»
- Сокольвяк Степан

## Переписи
Метричні книги села Побірка
- 1758-1782:  ЦДІАК ф. 224, оп. 1, спр. 1027
- 1756-1796:  ЦДІАК ф. 224, оп. 1, спр. 1028
- 1796:  ДАХмО ф. 315, оп. 1, спр. 6694, арк. 404-408
- 1799:  ДАХмО ф. 315, оп. 1, спр. 6748, арк. 359-364
- 1800:  ДАХмО ф. 315, оп. 1, спр. 6762, арк. 369-373
- 1801:  ДАХмО ф. 315, оп. 1, спр. 6787, арк. 392-396
- 1806:  ДАХмО ф. 315, оп. 1, спр. 6860, арк. 633-638зв
- 1812:  ДАХмО ф. 315, оп. 1, спр. 6960, арк. 583-591зв

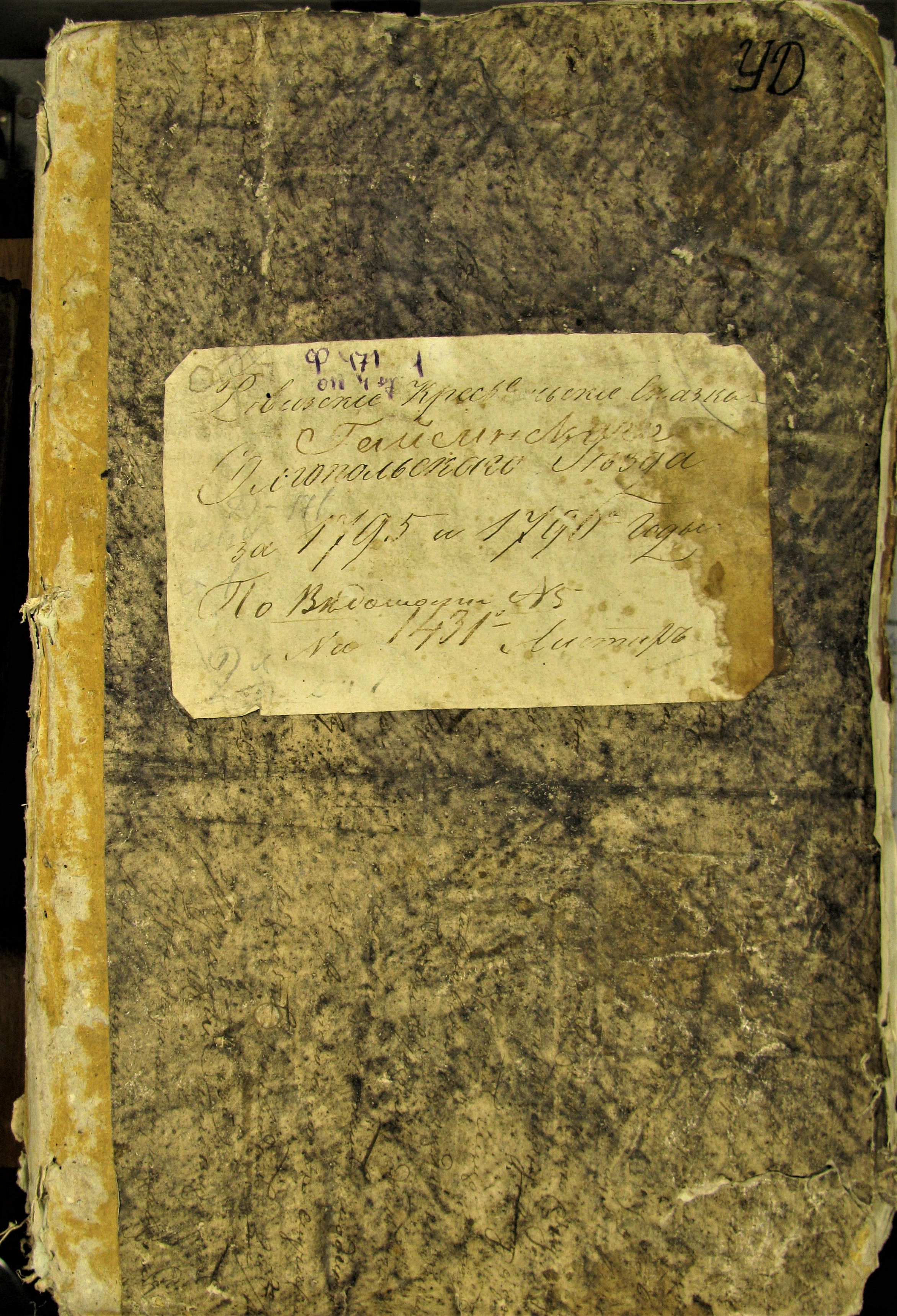
Poborka. —31.07.1795 р.

- 1814:  ДАХмО ф. 315, оп. 1, спр. 6995, арк. 495-498
- 1830:  ДАХмО ф. 315, оп. 1, спр. 7357, арк. 137-155зв
- 1846:  ДАХмО ф. 315, оп. 1, спр. 7860, арк. 233-261зв
- 1872:  ДАХмО ф. 315, оп. 1, спр. 8318, арк. 1519-1552зв
- 1877:  ДАХмО ф. 315, оп. 1, спр. 12055
- 1879:  ДАХмО ф. 315, оп. 1, спр. 12244
- 1890:  ДАХмО ф. 315, оп. 1, спр. 12459
- 1913:  ДАХмО ф. 315, оп. 1, спр. 12809 Тільки народження

Сповідні розписи села Побірка
- 1820:  ДАХмО ф. 315, оп. 1, спр. 7070, арк. 670-679
- 1827:  ДАХмО ф. 315, оп. 1, спр. 7299, арк. 94-109
- 1830:  ДАХмО ф. 315, оп. 1, спр. 7345, арк. 1106-1120
- 1860:  ДАХмО ф. 315, оп. 1, спр. 8534, арк. 1238-1257

#### Ревізькі казки селян
- 1795 рік:  ДАВіО ф. 471, оп. 4, спр. 1, арк. 55-68
- 1795 рік:  ДАХмО ф. 226, оп. 79, спр. 2693
- 1811 рік:  ДАХмО ф. 226, оп. 79, спр. 3126

## Судові справи
В Державному архіві Вінницької області зберігається декілька десятків дореволюційних судових справ по селу Побірка з Вінницького окружного суду. В цих справах доволі багато матеріалу про життя селян, їхні майнові суперечки та іншої цікавої інформації.
- 1910:  Справа за позовом селянина Юхима Андрійовича Гончаренка до селянина Трохима Нестеровича Гончарука в сумі 200 руб. про землю; с. Побірка 23 лютого 18 березня 1910. ДАВіО ф. 172, оп. 4, спр. 621

## Інші архівні справи
В Державному архівах України, Росії, Польщі та Туреччини зберігаються справи в яких згадується про село Побірка.
- 1847:  Прохання пономаря церкви с. Побірка [Соболевський волості] Гайсинського повіту Добржанського про виділення йому церковної землі. 1847 г. 2 л. ДАХмО ф. 315, оп. 2, спр. 76